# Čagatajci
Čagatajci (Čagatajski Tadžici), jedna od skupina Tadžika iz jugoistočnog Uzbekistana i južnog Tadžikistana čije porijeklo, kao ni kod Hardura nije razjašnjeno. Samo ime Čagataj je mongolskog podrijetla. 
Njihov jezik ne smije se brkati izumrlim turskim čagatajskim jezikom iz središnje Azije. Ima ih nekoliko desetaka tisuća, a većina živi u provinciji Surxondaryo u Uzbekistanu.